# Dominican Open 2018
Die Dominican Open 2018 im Badminton fanden vom 25. bis zum 28. Oktober 2018 in Santo Domingo statt.

## Sieger und Platzierte
| Disziplin    | Gold                                                     | Silber                                              | Bronze                                                     |
| ------------ | -------------------------------------------------------- | --------------------------------------------------- | ---------------------------------------------------------- |
| Herreneinzel | Job Castillo                                             | Cesar Adonis Brito Gonzalez                         | Luis Montoya                                               |
| Herreneinzel | Job Castillo                                             | Cesar Adonis Brito Gonzalez                         | Nicholas Waller                                            |
| Dameneinzel  | Sabrina Solis                                            | Nairoby Abigail Jiménez                             | Mileiky Acosta                                             |
| Dameneinzel  | Sabrina Solis                                            | Nairoby Abigail Jiménez                             | Bermary Altagracia Polanco Muñoz                           |
| Herrendoppel | Job Castillo Luis Montoya                                | William Cabrera Nelson Javier                       | Cesar Adonis Brito Gonzalez Reimi Starling Cabrera Rosario |
| Herrendoppel | Job Castillo Luis Montoya                                | William Cabrera Nelson Javier                       | Joiser Calanche Manuel Estefano Quijada Moreno             |
| Damendoppel  | Nairoby Abigail Jiménez Bermary Altagracia Polanco Muñoz | Alisa Juleisy Acosta Kahina Lucero Vasquez Ferreras | Megan Garrido Lia Lockward                                 |
| Damendoppel  | Nairoby Abigail Jiménez Bermary Altagracia Polanco Muñoz | Alisa Juleisy Acosta Kahina Lucero Vasquez Ferreras | Mendoza Daibelis Tiffany Sánchez                           |
| Mixed        | Nelson Javier Nairoby Abigail Jiménez                    | William Cabrera Bermary Altagracia Polanco Muñoz    | Cesar Adonis Brito Gonzalez Noemi Almonte                  |
| Mixed        | Nelson Javier Nairoby Abigail Jiménez                    | William Cabrera Bermary Altagracia Polanco Muñoz    | Joiser Calanche Tiffany Sánchez                            |